# Ramón Saizarbitoria
Ramón Saizarbitoria Zabaleta, né à Saint-Sébastien le 21 avril 1944, est un sociologue et écrivain basque espagnol, d'expression et d'écriture basque principalement et espagnole.

## Carrière
Diplômé en sociologie en Suisse, il devient directeur du Centre de documentation et d'études sociologiques de Saint-Sébastien (Centro de Documentación y Estudios Sociológicos SIIS de San Sebastián). Il publie de nombreux ouvrages traitant des services sociaux. À partir du milieu des années 1960, il collabore à la plupart des médias du Pays basque. En particulier, il cofonde en 1967 la maison d'édition LUR, puis crée la revue littéraire Oh! Euzkadi au cours des années 1970, revue traitant de littérature basque.
Il s'impose par la suite comme écrivain d'expression basque, rédigeant des essais comme de la poésie. Il est considéré comme l'un des principaux auteurs modernisateurs de langue basque, avec Txillardegi, mais, contrairement à ce dernier, sa présence littéraire est allée croissant au fil des années, principalement au travers des romans qu'il publie à partir des années 1990. La plupart de ses ouvrages sont parus chez Erein.
En 1985, le réalisateur espagnol Alfonso Ungría (es) adapte pour le cinéma son roman Ehun metro.
Il est membre correspondant à l'Académie de la langue basque.

## Publications

### Romans et nouvelles
L'ensemble de son œuvre écrit est en basque.
- Egunero Hasten Delako (Lur, 1969).
- Ehun Metro (Lur, 1976).
- Ene Jesus (Kriselu, 1976). Prix de la Critique.
- Hamaika Pauso (Erein, 1995). Prix de la Critique.
- Bihotz bi. Gerrako kronikak (Erein, 1996). Prix de la Critique.
- Gorde nazazu lurpean (Erein, 2000). Prix de la Critique et Euskadi Saria en 2001.
- Gudari zaharraren gerra galdua (Erein, 2000).
- Rossetti-ren obsesioa (Erein, 2001).
- Bi bihotz, hilobi bat (Erein, 2001).
- Kandinskyren tradizioa (Erein, 2003). Sorti également en édition bilingue basque-castillan Kandinskyren tradizioa-La tradición de Kandinsky (Atenea, 2003).
- Martutene (Erein, 2012).
- Lili eta biok (Erein, 2015).

### Essais
- (eu) Mendebaleko ekonomiaren historia; Merkantilismotik 1914-era arte (1970) ; avec Ibon Sarasola et Arantxa Urretabizkaia.
- (es) Nacer en Guipúzcoa (Servicio de Estudios Aspace, 1981).
- (es) Perinatalidad y prevención (Hordago, 1981).
- (eu) Aberriaren alde (eta kontra) (Alberdania, 1999).

### Poésie
- (eu) Poesia banatua  (1969).

## Récompenses
- « Lan Onari », décoration décernée par le Gouvernement basque, en 2012 [4]
- Prix Euskadi de la littérature en 2013 pour son roman Martutene[5]